# Traukutitan
Traukutitan ("Titán ducha hor") byl rod sauropodního dinosaura ze skupiny Titanosauria, který žil v období svrchní křídy (geologický věk santon, asi před 85 miliony let) na území dnešní Argentiny (geologické souvrství Bajo de la Carpa, provincie Neuquén).

## Historie
Fosilie tohoto dinosaura byly formálně popsány již roku 1993, nedostaly však tehdy vlastní vědecké jméno. Dinosaura (holotyp MUCPv 204) tak formálně popsali až na počátku roku 2011 argentinští paleontologové. Typový a jediný známý druh je Traukutitan eocaudata. Byly objeveny stehenní kosti a třináct ocasních obratlů tohoto velkého dinosaura. Jednalo se o poměrně masivního titanosaurního sauropoda, možná patřícího do kladu Lognkosauria.

## Rozměry
Podle starších podhodnocených odhadů dosahoval tento sauropod při délce kolem 14 metrů hmotnosti zhruba 10 000 kilogramů. Patřil by tedy mezi relativně malé sauropody. Vědecká studie publikovaná v září roku 2020 však klade traukutitanovi mnohem vyšší hmotnost (dle dvou základních metod odhadu) v rozmezí 31 618 až 38 081 kilogramů.